# Нићифор II Цариградски
Нићифор II Цариградски (грч. Νικηφορος; умро око фебруара 1261) је био византијски свештеник и васељенски патријарх Цариграда у егзилу у Никејском царству.
Првобитно служећи као митрополит Ефески, изабран је за патријарха након оставке Арсенија Цариградског у марту 1260. године. Умро је после неколико месеци, у фебруару 1261. године, и сахрањен је у Нимфеју. Након његове смрти уследио је период упражњења, али након поновног освајања Цариграда у јулу, Арсеније је опозван из пензије и враћен на патријаршијски престо.